# Het gebroken kompas
Het gebroken kompas (Frans: Le démon des Caraïbes) is het eerste album uit de Belgische stripreeks Roodbaard. Het werd vanaf 1959 gepubliceerd in het Franse stripblad Pilote en verscheen in 1961 als stripalbum.

## Het verhaal
In 1715 overvalt de beruchte piraat Roodbaard, de schrik der zeven zeeën, midden op de Atlantische Oceaan een beschadigd Spaans galjoen dat na een storm zijn escorte heeft verloren. De bemanning wordt uitgemoord. In een van de kajuiten ontdekt de piraat een klein kindje (het zoontje van het echtpaar De Montfort) dat hij adopteert en Erik noemt. Vastbesloten zijn aangenomen zoon een machtig piratenimperium te schenken, voert Roodbaard met zijn schip, de Zwarte Valk, zijn plundertochten op. Op de thuisbasis van Roodbaard aan een beschutte kreek op een onbewoond eiland in de Caraïben leren Driepoot, Baba en Roodbaard hem ook alles wat een piraat moet weten. 
Zo'n vijftien jaar later is Erik uitgegroeid tot een stevige jongeman. Roodbaard wil het beste voor zijn zoon en ontvoert een aantal leraren van een prestigieuze school in Cartagena, een van de belangrijkste steden in Zuid-Amerika van het Spaanse Koninkrijk. Hierbij wordt ook de zoon van de Spaanse onderkoning ontvoerd. Deze Don Enrique weet met hulp van de leraren de Zwarte Valk uit koers te brengen. Uiteindelijk stoten de piraten op een zwaarbewapend Spaans galjoen. Ze vluchten, maar worden langzaam ingelopen. Erik oppert om de gevangenen in een lek bootje te zetten, zodat het galjoen hen op moet pikken en de Zwarte Valk kan ontsnappen. Het plan lukt en wanneer het nacht wordt weet de Zwarte Valk aan de Spanjaarden te ontkomen.